# Gruipeda vegrandiunis
A Gruipeda vegrandiunis é uma espécie extina de ave cujas pegadas foram encontradas no Parque Nacional Denali, no Alasca.